# Projection (technique de combat)
Pour les articles homonymes, voir Projection.
 (mai 2025).
La projection est une technique de combat consistant à envoyer son adversaire au sol. Les techniques de projection utilisent un ensemble de mouvements segmentaires et musculaires qui déterminent des classes caractéristiques dites « formes de corps ». Chacune d’entre elles fait appel à une ou plusieurs actions de déséquilibre. On trouve : les arrachés (soulevés) les balayages, les crochetages, les fauchages, les épaulés, les hanchés, les ramassages (enfourchement et autres), les gestes de sacrifice, etc. 
En sports de combat, elles sont pratiquées dans les activités de préhension. Néanmoins en plus des balayages, certaines boxes, et notamment celles d’Asie du Sud-Est et d’Extrême orient autorisent les projections (boxe birmane et boxe thaïe notamment). 
Chaque discipline a son propre règlement. Ainsi saisie du cou peut-être autorisé ou non, la projection par saisie au-dessus de la ligne des épaules ou encore les techniques dites de sacrifice interdites.
La projection peut être intéressante en soi, car une chute violente sur le dos peut mettre l'adversaire hors de combat, et peut même être dangereuse si la chute a lieu sur une surface dure. Mais la projection peut aussi permettre la poursuite du combat au sol, dans des conditions favorables pour le combattant qui a projeté l'autre.

## Illustrations

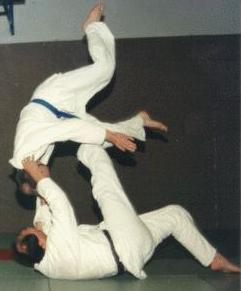
Projection par sacrifice appelée « planchette japonaise »
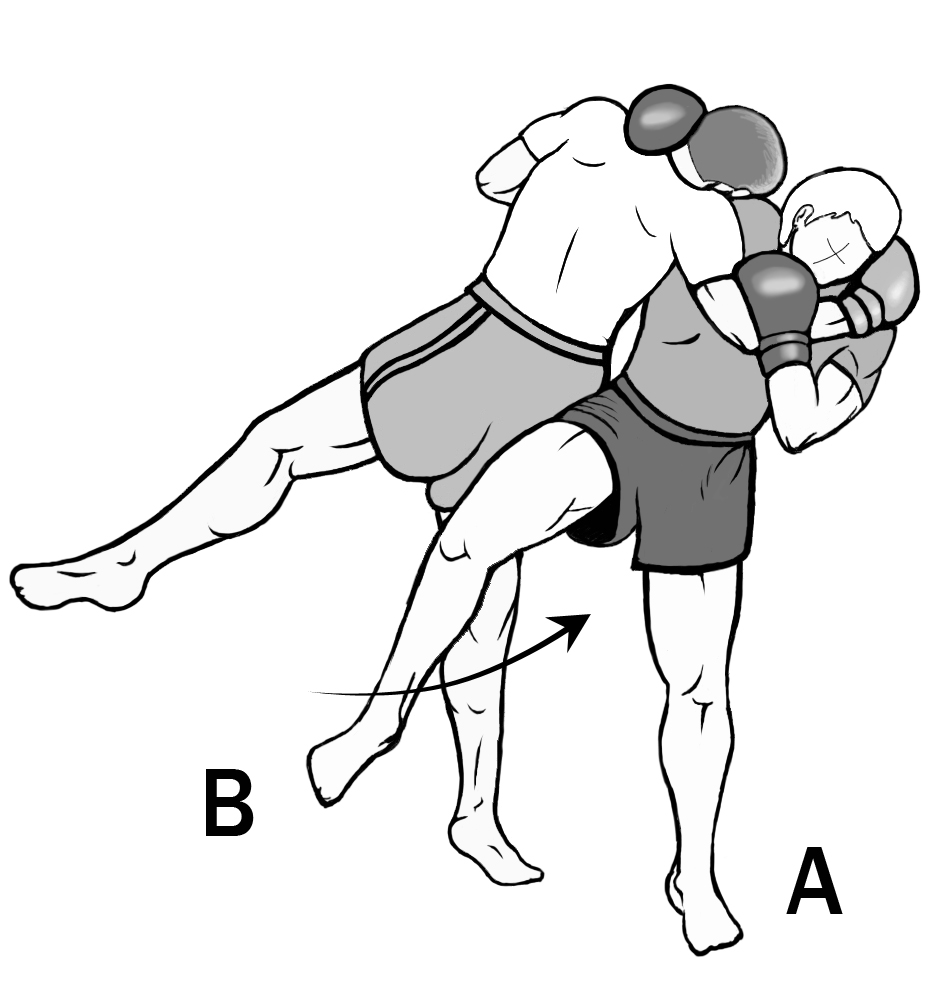
Technique de fauchage arrière de la cuisse au corps à corps
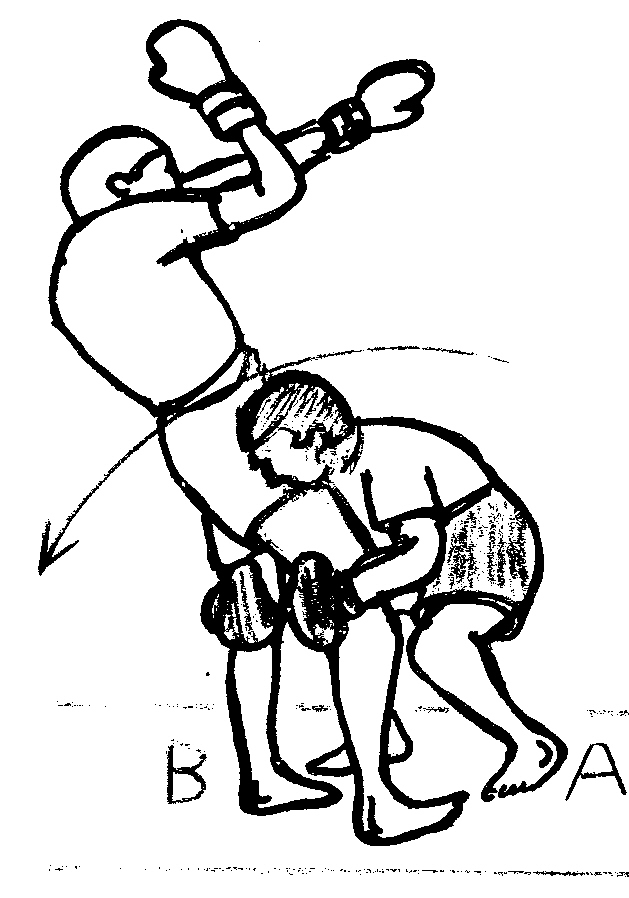
Technique de ramassage de jambes
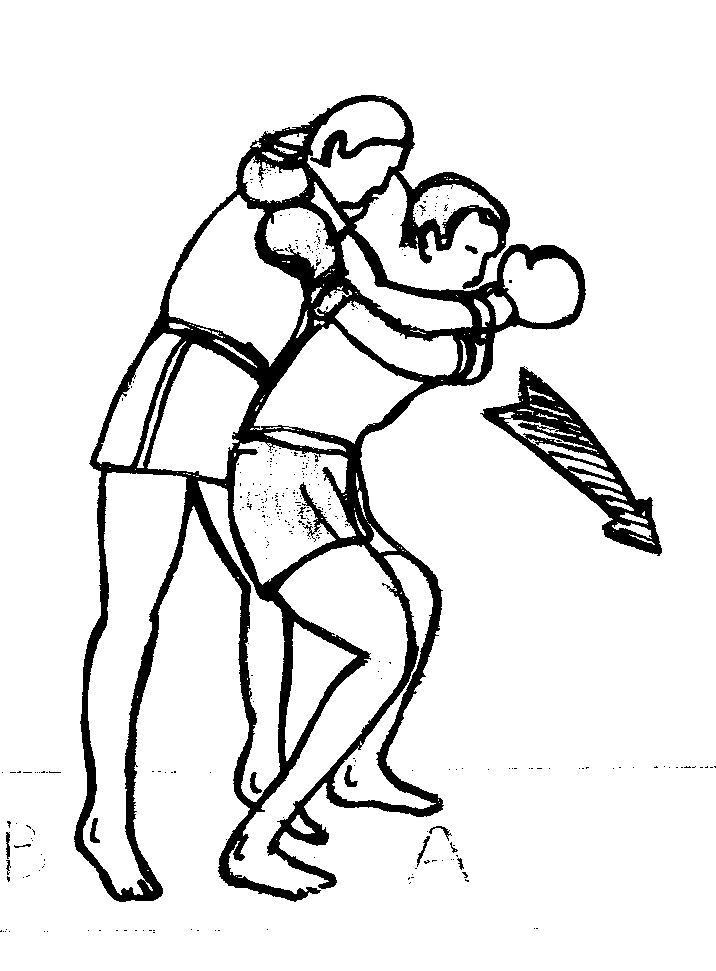
Technique de projection dite "hanchée"
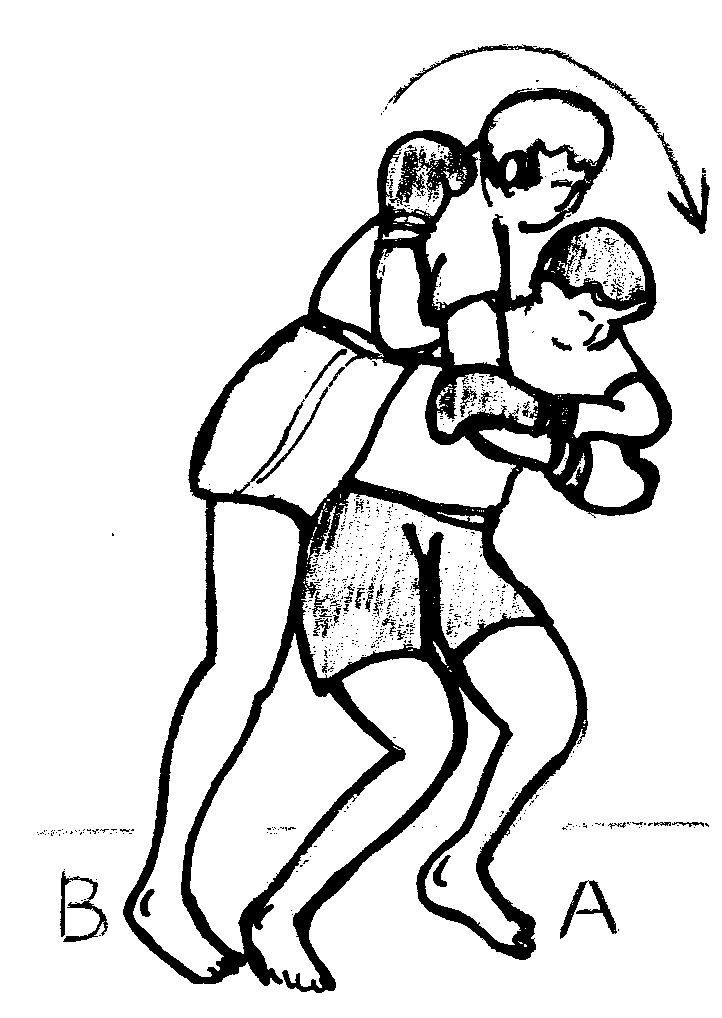
Technique de projection par le haut du corps dite "épaulée"

## Sources
- Alain Delmas, 1. Lexique de la boxe et des autres boxes (Document fédéral de formation d’entraîneur), Aix-en-Provence, 1981-2005 – 2. Lexique de combatique (Document fédéral de formation d’entraîneur), Toulouse, 1975-1980.
- Gabrielle & Roland Habersetzer, Encyclopédie des arts martiaux de l'Extrême-Orient, Ed. Amphora, Paris, 2000